# 6209 Schwaben
6209 Schwaben (1990 TF4) là một tiểu hành tinh vành đai chính được phát hiện ngày 12 tháng 10 năm 1990 bởi Borngen và Schmadel ở Tautenburg.